# Round'n'round
「round'n'round」（ラウンド・イン・ラウンド）は、西城秀樹の74枚目のシングル。1996年6月5日にRCAから発売された。

## 解説
- 西城主演のロック・ミュージカル『Rock To The Future』（1996年7月3日～7月14日上演）の楽曲からシングルとしてリリースしたものである。
- C/Wの「LOVE MEANS（You Never Have To Say You're Sorry）」は『ワールドビジネスサテライト』（テレビ東京系）のエンディング・テーマに使用された。

## 収録曲
1. round'n'round [4:47]
作詞・作曲：白石紗澄李／編曲：白石紗澄李、鈴木雅也
2. LOVE MEANS（You Never Have To Say You're Sorry） [4:20]
作詞・作曲：Warner Wilder／編曲：芳野藤丸
3. round'n'round（original KARAOKE） [4:45]